# Amerikaanse glimslak
De Amerikaanse glimslak (Zonitoides arboreus) is een slakkensoort uit de familie van de Gastrodontidae. De wetenschappelijke naam van de soort werd in 1817 voor het eerst geldig gepubliceerd door Thomas Say.

## Kenmerken
De schelp van de Amerikaanse glimslak is bleek geelachtig bruin, doorschijnend; fijn onregelmatig gestreept en glanzend aan de buitenkant. Het heeft 4,5 strak ingewikkelde windingen. Hierdoor ontstaat een relatief smalle navel. Er is verbreding bij de laatste winding. De breedte van de schelp is 4,5-6 mm en de hoogte is 1,7-3 mm.

## Verspreiding en leefgebied
De soort is inheems in Noord-Amerika. Inmiddels is ze echter ook aanwezig in Europa, Australië, Kamtsjatka, Japan, IJsland, Israël, Madeira, Zuid-Afrika en Hawaï. Deze soort leeft in vochtige biotopen in het bos. In Europa komt hij vooral voor in kassen. Inmiddels hebben zich echter blijkbaar ook enkele buitenpopulaties gevestigd. De soort voedt zich met verdorde en verse bladeren van verschillende planten.